# بيتر غوردون سوندرز
بيتر غوردون سوندرز (بالإنجليزية: Peter Gordon Saunders)‏ هو عالم اجتماع بريطاني وأسترالي، ولد في 3 مارس 1948.